# Сафарово (Учалинский район)
Сафа́рово (баш. Сәфәр) — село в Учалинском районе Башкортостана. Административный центр Сафаровского сельсовета. Согласно переписи 2020 года население составляло 1098 человек.

## География
Расстояние до:
- районного центра (Учалы): 24 км.

## Население
| 2002 | 2009  | 2010  |
| ---- | ----- | ----- |
| 1349 | ↗1596 | ↘1410 |

Национальный состав
Согласно переписи 2002 года, преобладающая национальность — башкиры (98 %).

## Религия
В селе есть мечеть.

## Люди, связанные с селом
- Абус (наст. имя Сабит Абусуфьянович Суфиянов) (1904—1974) — башкирский поэт, журналист.
- Ахметгалин, Хакимьян Рахимович (1923—1944) — Герой Советского Союза.
- Мухутдинов, Хаким Гайфуллович (1922—1988) — комбайнер Учалинской МТС БАССР, Герой Социалистического Труда, участник Великой Отечественной войны.
- Мусин, Фахретдин Мусаевич — участник Великой Отечественной войны, имеет 2 медали за отвагу и орден Красной звезды.